# Mùa bão Bắc Ấn Độ Dương 2020
Mùa bão Bắc Ấn Độ Dương 2020 là một sự kiện đang diễn ra trong chu kỳ hình thành bão nhiệt đới hàng năm. Mùa bão ở Bắc Ấn Độ Dương không có giới hạn chính thức, nhưng các cơ bão có xu hướng hình thành từ tháng 4 đến tháng 12, với hai đỉnh điểm vào tháng 5 và tháng 11. Những ngày này thường phân định thời kỳ mỗi năm khi hầu hết các cơn bão nhiệt đới hình thành ở phía bắc Ấn Độ Dương.
Phạm vi của bài viết này được giới hạn ở Ấn Độ Dương ở Bắc bán cầu, phía đông của Sừng châu Phi và phía tây bán đảo Malay. Có hai vùng biển chính ở Bắc Ấn Độ Dương - Biển Ả Rập ở phía tây tiểu lục địa Ấn Độ, viết tắt ARB của Cục Khí tượng Ấn Độ (IMD); và Vịnh Bengal ở phía đông, viết tắt BOB bởi IMD.

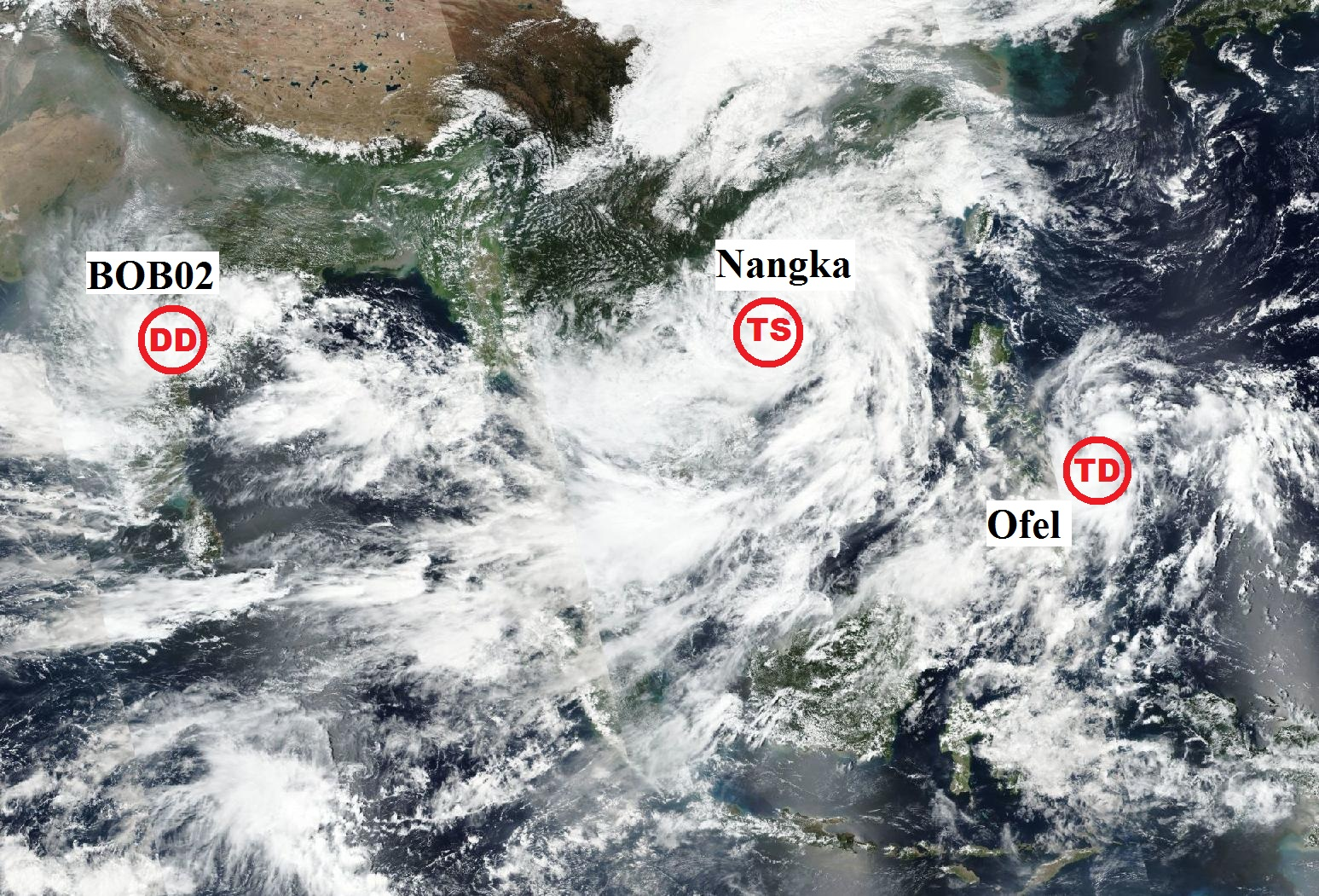
Bão Nangka, áp thấp nhiệt đới Ofel (Tây Bắc Thái Bình Dương) và áp thấp sâu BOB02 đồng hoạt động vào ngày 13 tháng 10, 2020

## Danh sách bão

### Áp thấp nhiệt đới Krovanh
Bão qua Ấn Độ Dương và vùng thấp suy yếu thành tàn dư trôi về Sri Lanka và đi vào Ấn Độ ngày 1 tháng 1 và tan vào chiều hôm đó (ngay sau khi đổ bộ Ấn Độ và yếu thành rãnh thấp di chuyển vào vùng mây).

## Mùa bão và tên bão

### Tổng quan mùa bão
Đây là bảng tất cả các cơn bão trong mùa bão năm 2020 ở Bắc Ấn Độ Dương. Nó đề cập đến tất cả các cơn bão của mùa và tên, thời gian, cường độ cực đại của chúng (theo thang bão IMD), thiệt hại và tổng số tử vong. Tổng thiệt hại và tử vong bao gồm thiệt hại và tử vong gây ra khi cơn bão đó là sóng tiền thân hoặc thấp ngoài hành tinh, và tất cả các con số thiệt hại là vào năm 2020 USD.
| Tên bão            | Thời gian hoạt động     | Cấp độ cao nhất     | Sức gió duy trì    | Áp suất               | Khu vực tác động | Tổn thất (USD) | Số người chết | Tham khảo |
| ------------------ | ----------------------- | ------------------- | ------------------ | --------------------- | ---------------- | -------------- | ------------- | --------- |
| Amphan             | 16-21 tháng 5           | Siêu bão xoáy       | 240 km/h (150 mph) | 920 hPa (27.17 inHg)  | Sri Lanka, Ấn Độ | $13,2 tỉ       | 118           | [ 3 ]     |
| ARB 01             | 29-31 tháng 5           | Áp thấp nhiệt đới   | 45 km/h (30 mph)   | 1000 hPa (29.53 inHg) | Oman, Yemen      | không có       | 3             |           |
| Nisarga            | 1-4 tháng 6             | Bão xoáy rất dữ dội | 110 km/h (70 mph)  | 990 hPa (29.23 inHg)  | Tây Ấn Độ        | $665 triệu     | 6             |           |
| Tổng tỷ số mùa bão |                         |                     |                    |                       |                  |                |               |           |
| 3 Hệ thống         | 16 tháng 5 - 5 tháng 12 |                     | 240km/h (150mph)   | 920 hPa (27.17 inHg)  |                  | >$14,3 tỷ      | 118           |           |

### Tên bão
Trong khu vực này, một cơn bão nhiệt đới được gán tên khi nó được đánh giá là đã đạt cường độ 65 km/h (40 mph). Các tên được chọn bởi các thành viên của bảng ESCAP / WMO trên Bão nhiệt đới từ năm 2000 đến tháng 5 năm 2004, trước khi Trung tâm Khí tượng Chuyên ngành Khu vực ở New Delhi bắt đầu gán tên vào tháng 9 năm 2004. Không có tên cố định của cơn bão nhiệt đới trong khu vực này, Danh sách tên chỉ được lên lịch để sử dụng một lần trước khi danh sách tên mới được lập. Nếu một cơn bão nhiệt đới có tên di chuyển vào khu vực từ Tây Thái Bình Dương, thì nó sẽ giữ lại tên ban đầu của nó. Tám tên tiếp theo trong mùa bão Bắc Ấn Độ Dương được liệt kê dưới đây. Amphan là tên cuối cùng trong danh sách đặt vào năm 2004, trong khi Nisarga là tên đầu tiên và mới nhất trong danh sách vào năm 2020.
| - Amphan - Nisarga - Gati - Nivar | - Burevi |